# 段干朋
段干朋（?—?），《战国策·齐策》作段干纶，战国初年田齐人物。
魏国围攻赵国邯郸，赵国向齐求救。齐威王召大臣商议：“救赵还是不救赵，哪个有利？”邹忌说：“不如不救。”段干纶说：“不救，与我不利。”齐威王问原因。他说：“魏国吞并邯郸，于齐国何利？”齐威王同意，于是起兵：“在邯郸之郊屯军。”段干纶说：“臣所说的利与不利，不是这个意思。救邯郸，在郊外屯军，结果是赵国不被攻克而魏军得以保全。不如南攻襄陵以疲弊魏军，邯郸被攻克而乘魏军疲弊，结果是赵破魏弱。”齐威王同意了。于是起兵南攻襄陵。七月，邯郸被攻克。齐国乘魏国军疲，在桂陵之战大胜魏军。《史记》将此事记在齐桓公午五年，秦、魏攻韩，韩向齐求救之时。